# 天間昭一
天間 昭一（てんま しょういち、1965年2月26日 - ）は日本中央競馬会 (JRA) ・美浦トレーニングセンターに所属する元騎手の調教師。父は厩務員。

## 来歴
1982年、3月より美浦・森安弘昭厩舎所属で騎手候補生となる。
1984年、3月に騎手免許を取得。
1992年、8月にフリーとなる。
1999年、1月26日に地方競馬に初騎乗。3月13日にJRA通算100勝を達成する。
2005年、8月に美浦・星野忍厩舎所属となり、12月13日付けで美浦・堀井雅広厩舎所属となる。
2006年、2月に調教師免許を取得し騎手を引退する。引退レースは、12番人気だったデルマアポロに騎乗し15着。騎手成績はJRA通算2447戦111勝、地方通算13戦0勝2着2回。同年12月21日付けで厩舎を10馬房で開業する。12月23日、初出走となった中山競馬場での第4レースの2歳新馬戦は、イチライマートが14番人気で14着となる。
2007年、7月14日に新潟競馬場での第4レースの障害競走で2番人気だったエスケーアパッチが勝利し延べ81頭目で初勝利を挙げる。
2010年8月8日関屋記念をレッツゴーキリシマで勝利し、中央競馬重賞初勝利をあげる。なお、騎手時代は重賞勝ちがなかったため、騎手時代を通じて初の重賞制覇となる。

## 騎手成績
| 通算成績 | 1着 | 2着 | 3着 | 騎乗数 | 勝率 | 連対率 |
| -------- | --- | --- | --- | ------ | ---- | ------ |
| 平地     | 111 | 135 | 171 | 2427   | .046 | .101   |
| 障害     | 0   | 2   | 2   | 20     | .000 | .100   |
| 計       | 111 | 137 | 173 | 2247   | .045 | .101   |

|            | 日付          | 競走名           | 馬名             | 頭数 | 人気 | 着順 |
| ---------- | ------------- | ---------------- | ---------------- | ---- | ---- | ---- |
| 初騎乗     | 1984年3月18日 | -                | テイオーシャーク | 12頭 | -    | 6着  |
| 初勝利     | 1984年6月2日  | -                | クリセブン       | -    | -    | 1着  |
| 重賞初騎乗 | 1985年9月15日 | クイーンS        | サリークラウン   | 15頭 | 8    | 3着  |
| GI初騎乗   | 1985年11月3日 | エリザベス女王杯 | サリークラウン   | 20頭 | 16   | 10着 |

### 主な騎乗馬
- サリークラウン（1985年クイーンステークス3着）
- マウントニゾン（1988年日経賞2着、天皇賞（春）4着）。デビュー当時は嶋田功が主戦騎手であったが引退により天間に変更。
- ナスノローラン（1991年京王杯オータムハンデキャップ3着）
- ブランドピート（1990年カーネーションカップ）

## 調教師成績
|            | 日付           | 競馬場・開催  | 競走名          | 馬名               | 頭数 | 人気 | 着順 |
| ---------- | -------------- | ------------- | --------------- | ------------------ | ---- | ---- | ---- |
| 初出走     | 2006年12月23日 | 5回中山7日4R  | 2歳新馬         | イチライマート     | 16頭 | 14   | 14着 |
| 初勝利     | 2007年7月14日  | 2回新潟1日5R  | 障害3歳上未勝利 | エスケーアパッチ   | 10頭 | 2    | 1着  |
| 重賞初出走 | 2007年9月1日   | 3回新潟7日9R  | 新潟ジャンプS   | エスケーアパッチ   | 14頭 | 6    | 6着  |
| 重賞初勝利 | 2010年8月8日   | 2回新潟8日11R | 関屋記念        | レッツゴーキリシマ | 18頭 | 6    | 1着  |
| GI初出走   | 2007年12月22日 | 5回中山7日10R | 中山大障害      | デイトレーダー     | 16頭 | 13   | 9着  |

### 主な管理馬
※括弧内は当該馬の優勝重賞競走、太字はGI級競走。
- カシノチェスト（2009年たんぽぽ賞）
- レッツゴーキリシマ（2010年関屋記念）
- トシキャンディ（2012年プロキオンステークス）
- クラウンロゼ（2013年フェアリーステークス）
- ノボバカラ（2016年かきつばた記念、プロキオンステークス、カペラステークス)

## エピソード
- 1999年、2004年に落馬し、いずれも左鎖骨を骨折した。
- 2006年に合格した調教師試験は、6回目の受験初めて1次試験を突破し、そのまま最終試験にも合格した。2005年以降ほとんどレースに騎乗がなく十分な勉強時間があったからである。
- 調教師として目標しているスタイルは、堀井雅広調教師のように出走回数を多くすることである。

## 主な厩舎スタッフ
- 蛯名利弘（調教助手） - 2007年4月より星野忍厩舎より移籍。現在は調教師。
- 谷中公一（調教助手） - 2012年4月より阿部新生厩舎より移籍。現在は調教助手を引退。
- 沢昭典（調教助手） - 2013年より移籍。